# I sette gladiatori
I sette gladiatori (bra: Os Sete Gladiadores) é um filme ítalo-espanhol de 1962, dos gêneros aventura e épico, dirigido por Pedro Lazaga, com música de Marcello Giombini.

## Sinopse
Sobrevivente na arena, condenado por auxiliar na fuga de cinco gladiadores, nobre retorna a Esparta e decide combater a tirania ali imposta com o auxílio de um amigo e dos cinco homens que libertou.

## Elenco
- Richard Harrison ....... Darius
- Loredana Nusciak ....... Aglaia
- Livio Lorenzon ....... Panurgus
- Gérard Tichy ....... Hiarba
- Edoardo Toniolo ....... Milon
- José Marco ....... Xeno
- Barta Barri ....... Flaccus
- Nazzareno Zamperla ....... Vargas
- Franca Badeschi ....... Licia
- Enrique Ávila ....... Livius
- Antonio Molino Rojo ....... Macrobius
- Antonio Rubio ....... Mados
- Emilia Wolkowicz ....... Ismere